# Менінгоенцефаліт
Менінгоенцефаліт — одночасне запалення мозкових оболон, сірої та білої речовини головного мозку, а іноді й спинного мозку.

## Етіологія
Менінгоенцефаліт можуть спричинювати найчастіше віруси (ентеровіруси, вірус кліщового енцефаліту, вірус гарячки Західного Нілу, тощо), найпростіші (амеби — Entamoeba histolytica, вільноживучі амеби родів Naegleria, Balamuthia та Acanthamoeba; збудник сонної хвороби Trypanosoma brucei, збудник токсоплазмозу Toxoplasma gondii, тощо), грибки (збудник криптококозу криптококи, збудник гістоплазмозу Histoplasma capsulatum, тощо). Рідше — бактерії (менінгокок, пневмокок, стрептокок, стафілокок, тощо), які частіше є причиною тільки запалення мозкових оболон — менінгіту.

## Клінічна картина
Клінічні прояви менінгоенцефаліту схожі з проявами менінгіту. Розвивається менінгеальний синдром — хворих турбує головний біль через підвищений внутрішньочерепний тиск, нудота, блювання, що не приносить полегшення, озноб.
Разом з тим поряд з проявами загальномозкового ураження проявляються вогнищеві ознаки ураження тих чи інших відділів речовини мозку (згладженість носогубної складки, несиметричне порушення координаційних проб, симптом Браун-Скеара, тощо).

## Діагностика
Діагностика менінгоенцефаліту не відрізняється від діагностики менінгіту. Основою діагностики є дослідження спинномозкової рідини, наявність загальномозкових та вогнищевих неврологічних симптомів, зміни на комп'ютерних рентгенівських (КТ) та магнітно-резонансових томограмах.

## Прогноз
Прогноз менінгоенцефаліту не є дуже сприятливим. Характерні часті тяжкі ускладнення (паралічі, внутрішньочерепна гіпертензія, формування енцефалопатії, тощо) і високий відсоток смертей.